# John Morin Scott
John Morin Scott (Nueva York, 1730-Nueva York, 14 de septiembre de 1784) fue un abogado, oficial militar y estadista antes, durante y después de la Revolución de las Trece Colonias.

## Primeros años de vida
Scott nació en Manhattan en 1730. Era el único hijo de John Scott (1702-1733), un comerciante de Manhattan, y Marian Morin (1703-1755). Su padre murió cuando él tenía sólo tres años y su madre nunca volvió a casarse.
Su padre era el mayor de nueve hijos del capitán John Scott (1678-1740), quien emigró a la ciudad de Nueva York, donde recibió los derechos de ciudadanía en 1702. Su abuelo paterno era el segundo hijo de Sir John Scott, primer baronet de Ancrum, Roxburghshire en Escocia. Su abuelo materno fue el colono hugonote Pierre Morin.
Asistió a una escuela pública en Nueva York antes de asistir a la Universidad Yale en New Haven, donde se graduó en 1746 a la edad de 16 años.

## Carrera
Después de graduarse en Yale y continuar sus estudios, fue admitido en el colegio de abogados de Nueva York en 1752 y ejerció la abogacía en Manhattan, donde también se desempeñó como concejal de 1756 a 1761. En 1752, junto con William Livingston y William Smith, fundó un semanario, el Independent Reflector. De 1756 a 1761 se desempeñó como concejal de Nueva York. En 1768, fue elegido miembro de la Sociedad Filosófica Estadounidense.

### Revolución de las Trece Colonias
Scott fue miembro fundador de los Hijos de la Libertad y, en 1775, fue miembro del Comité General de Nueva York. Durante la Guerra Revolucionaria, John Scott fue miembro del Congreso Provincial de Nueva York (de 1775 a 1777), al mismo tiempo que sirvió como general de brigada bajo George Washington en la campaña de Nueva York y Nueva Jersey. Estuvo al mando del 1.er Batallón (Independiente) de Nueva York, el 2.º Batallón (del condado) de Nueva York y varios regimientos de la Milicia de Nueva York. Luchó con la división de Putnam en la batalla de Brooklyn el 27 de agosto de 1776, y fue el último de los generales de Washington en oponerse a la entrega de Manhattan a los británicos, posiblemente debido a sus grandes propiedades allí, incluidas lo que ahora es Times Square y New York. Distrito de teatros de la ciudad de York.
Veinte días después, el 16 de septiembre de 1776, Scott dirigió los mismos batallones y regimientos en la batalla de Harlem Heights, una victoria estadounidense. El 28 de octubre de 1776, sus fuerzas participaron en la batalla de White Plains.

### Vida de posguerra
En 1776, Scott fue miembro del comité del estado de Nueva York encargado de redactar una constitución estatal. Después de la guerra, Scott recuperó su propiedad en Manhattan y, en 1777, fue candidato a la primera gobernación del estado de Nueva York, perdiendo ante George Clinton. Scott fue elegido juez asociado de la Corte Suprema del Estado de Nueva York en 1777, pero declinó.
En cambio, se convirtió en el primer Secretario de Estado de Nueva York, senador estatal (en representación del Distrito Sur de 1777 a 1782) y sirvió como delegado activo en el Congreso Continental en 1780 y 1782.

## Vida personal

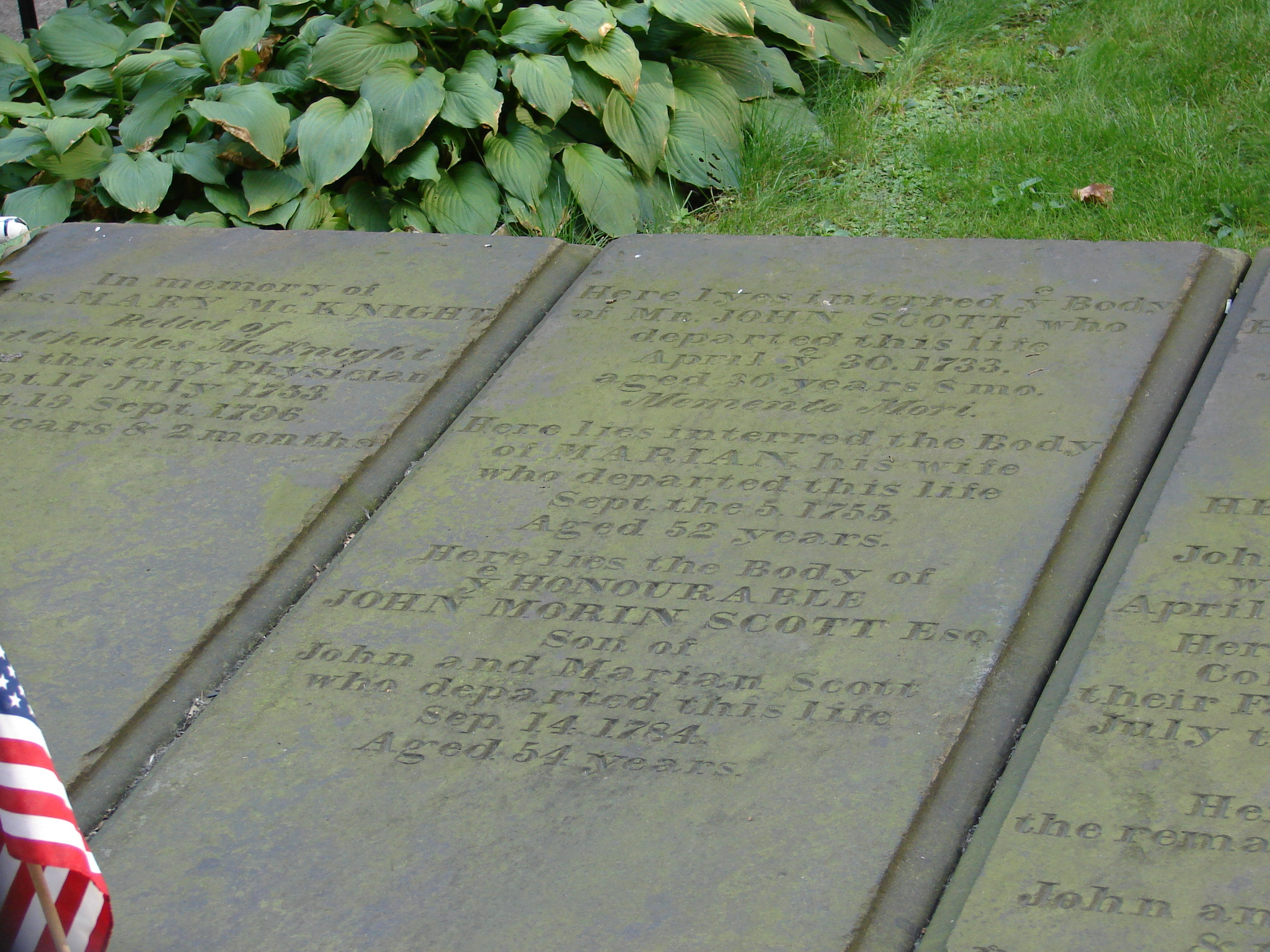
Lápida de Scott.

Scott estaba casado con Helena Rutgers (1730-1798), hija de Petrus Rutgers y Helena Hooglant. Juntos, fueron padres de:
- Mary Morin Scott (1753-1796), que se casó con John Litchfield en 1770. Después de su muerte en 1775, se casó con Charles McKnight (1750-1791) en 1778.[4]
- Lewis Allaire Scott (1759–1798), que se casó con Juliana Sitgreaves (1765–1842). Lewis fue uno de los dos subsecretarios de Estado durante el mandato de su padre, y en 1784 fue designado para sucederlo, falleciendo en el cargo en 1798.[4]

Scott murió en la ciudad de Nueva York el 14 de septiembre de 1784 y fue enterrado en la entrada norte de la Iglesia de la Trinidad, Nueva York. Su lápida con inscripciones es visible desde la esquina de Wall Street y Broadway. Se erige una estatua ecuestre en su honor en el Alto Manhattan.